# Josef Jonáš (lékař)
MUDr. Josef Jonáš (* 29. července 1945 Náchod) je český lékař působící v některých oblastech alternativní medicíny, které on sám označuje jako přírodní medicínu. Je propagátorem některých směrů přírodního lékařství a autorem „metody řízené a kontrolované detoxikace organismu“. V roce 2008 obdržel za tuto metodu anticenu „zlatý Bludný balvan“ v kategorii jednotlivců. Jeho Institut celostní medicíny získal „zlatý Bludný balvan“ v roce 1999 v kategorii družstev za „rozvoj biorezonanční medicíny a zvláště za elektropolokontaktní určování léků“.

## Profesní a odborný profil
Vystudoval Lékařskou fakultu Univerzity Karlovy v Plzni. Studium ukončil promocí na téže škole v roce 1969. Krátce poté se stal primářem psychiatrického oddělení nemocnice v Chomutově.
V roce 1992 v Praze otevřel privátní ordinaci přírodní medicíny. Jako jeden z prvních se v Česku začal na profesní bázi zabývat alternativní medicínou, zpočátku především staročínskou (akupunktura, pentagram) a staroindickou (ájurvéda, jóga atd.). Dále se zabýval metodami, jako jsou elektroakupunktura dle Volla, Vega, funkční diagnostika, biorezonance, makrobiotika, homeopatie, šiacu nebo manuální medicína.
V roce 2014 zahájila Státní zemědělská a potravinářská inspekce s jeho firmou Joalis a s ní propojenou společností Economy class company správní řízení o udělení pokuty za protizákonnou klamavou reklamu, protože nesmí využívat slov „holografický“ a „hologramy“, které nemají žádný reálný vědecky prokazatelný základ, čímž získával konkurenční výhodu oproti ostatním obyčejným bylinným přípravkům na trhu.[zdroj⁠?!]

## Metoda řízené a kontrolované detoxikace organismu
Metoda řízené a kontrolované detoxikace organismu má údajně řešit chronické zdravotní potíže. Podle Jonáše jsou příčinou zdravotních problémů různé druhy toxinů, které se usazují v lidském těle vlivem životního prostředí, životního stylu či v důsledku vlastních metabolických pochodů; mozek člověka je ale schopen rozpoznat „hologramy“ (obrazy) toxinů, infekcí a útvarů infekčních ložisek a může svými obrannými mechanismy spustit imunitní zásah k jejich zlikvidování. Preparáty pak mají, dle Jonáše, pomáhat organismu zbavit se toxických zátěží. Jonáš dostal za tuto metodu v roce 2008 zlatý Bludný balvan se zdůvodněním:
„MUDr. Jonáš je svým způsobem geniální tím, jak do své „detoxikační medicíny“ zabudoval většinu existujících pseudovědeckých názorů a alternativních metod nejrůznější provenience, stáří a typu. Fantaskním konglomerátem ohromuje nejen pacienty, ale i lékaře. Vesměs to jsou metody teoreticky vyvrácené, odporující vědeckým poznatkům a neúčinné, pokud jde o diagnózu i terapii.“

## Knižní publikace
- Křížovka života (1990, 1996, 1997, 2004)
- Věčně zelené naděje (společně s Josefem A. Zentrichem – 1990)
- Makrobiotická kuchyně (1991)
- Přírodní léčba pro ženy (společně s Rosemary Gladstarovou – 1995)
- Tajenky života – Dveře stále otevřené (1996)
- Tajenky života – Od teorie k praxi (1996)
- Jonášův průvodce zdravou kuchyní (společně s Mgr. Margit Slimákovou – 1996)
- Praktická detoxikace podle MUDr. Josefa Jonáše (2004)
- Od nemoci ke zdraví – kuchařka (2006)

## Knižnice zdraví
- Alergie – přírodní léčení
- Funkční zažívací obtíže – přírodní léčení
- Akné – přírodní léčení
- Hyperaktivní dítě – přírodní léčení
- Osteoporóza – přírodní léčení
- Obtíže v přechodu – přírodní léčení
- Gynekologické potíže – přírodní léčení
- Revmatické bolesti – přírodní léčení
- Únava – přírodní léčení
- Poruchy spánku – přírodní léčení
- Odolnost vůči nemocem – přírodní léčení
- Bolesti hlavy – přírodní léčení
- Astma – přírodní léčení
- Dětské nemoci – přírodní léčení
- Candida, plísňové onemocnění – přírodní léčení